# Reino de Candía
El Reino de Candía (del italiano: Regno di Candia) o Ducado de Candía (del veneciano: 'Ducato di Càndia') fue el nombre con el que se conocía la isla de Creta durante el período en que fue una posesión de ultramar de la república de Venecia, a partir de la inicial conquista veneciana en 1205-1212 hasta su caída ante el Imperio otomano durante la guerra de Creta (1645-1669). La isla fue en ese momento, y hasta la época moderna temprana, conocida comúnmente como Candía por su capital, o Chandax (actual Heraclión).